# Alessandro Poerio
«Алессандро Поеріо» (італ. Alessandro Poerio) — лідер ескадрених міноносців (пізніше есмінець) однойменного типу ВМС Італії початку XX століття.

## Історія створення
«Алессандро Поеріо» був закладений 25 червня 1913 року на верфі «Ansaldo» в Генуї. Спущений на воду 4 серпня 1914 року, вступив у стрій 25 травня 1915 року.
Свою назву корабель отримав на честь Алессандро Поеріо, італійського поета, патріота та учасника Рісорджименто.

## Історія служби

### У складі ВМС Італії
Після в ступу Італії у Першу світову війну «Алессандро Поеріо» разом з однотипними «Чезаре Россарол» і «Гульєльмо Пепе» був включений до складу II групи розвідників IV морської дивізії. Кораблі базувались у Венеції та діяли в Адріатиці.
1—2 листопада 1916 року «Алессандро Поеріо», «Гульєльмо Пепе», «Франческо Нулло» і «Джузеппе Міссорі» супроводжували атаку торпедних катерів MAS проти Фажани.
19 жовтня 1917 року італійська ескадра у складі кораблів «Алессандро Поеріо», «Гульєльмо Пепе», «Інсідіозо», «Сімоне Ск'яффіно» і «Піладе Брондзетті» вийшла з Бріндізі на перехоплення австро-угорської ескадри у складі крейсера «Гельголанд» та есмінців «Ліка», «Тріглав», «Татра», «Чепель», «Ор'єн» і «Балатон», які вийшли з Котору на перехоплення італійських конвоїв. «Гельголанд» і «Ліка» курсували поблизу Бріндізі, намагаючись виманити італійські кораблі в зону дії підводних човнів «U 32» і «U 40», але безуспішно.
10 березня 1918 року італійські есмінці «Алессандро Поеріо», «Карло Мірабелло», «Аугусто Ріботі», «Чезаре Россарол», «Джачінто Каріні», «Піладе Брондзетті», «Антоніо Мосто», «Іпполіто Ньєво» та французькі «Каск» мав прикривати атаку торпедних човнів на австро-угорський порт Порторозе. Операція була скасована через погану погоду. Наступна операція 16 березня також була скасована через негоду. Напад 18 березня був скасований, оскільки розвідка доповіла, що австрійський флот залишив порт.
2 жовтня 1918 року «Алессандро Поеріо» разом з лінкором «Данте Аліг'єрі», скаутами «Чезаре Россарол», «Гульєльмо Пепе», та есмінцями «Іпполіто Ньєво» і «Сімоне Ск'яффіно» і «Карло Альберто Раккія» брав участь в обстрілі Дураццо.
Загалом під час Першої світової війни корабель здійснив 66 місій.
у 1921 році «Алессандро Поеріо» був перекласифікований в есмінець. У міжвоєнний період він здійснив низку походів у Чорному та Егейському морях.

### У складі ВМС Іспанії
У жовтні 1937 року, під час громадянської війни в Іспанії, «Алессандро Поеріо» разом з «Гульєльмо Пепе» був переданий флоту франкістів, у складі якого отримав назву «Уеска» (ісп. Huesca). Офіційна передача відбулась 5 січня 1939 року.
Обидва кораблі одразу пройшли модернізацію. Корпус судна був збільшений на 1 м, осадка зменшилась з 3,11 м до 2,8 м. Була модифікована силова установка та замінене озброєння.
У травні 1938 року «Уеска» і «Теруель» (колишній «Гульєльмо Пепе») зіштовхнулись і зазнали серйозних ушкоджень.
Наприкінці серпня 1938 року «Уеска» був у складі кораблів, які намагались перехопити республіканський есмінець «Хосе Луїс Діас» (ісп. José Luis Diaz), що намагався прорвати блокаду франкістів і зрештою був змушений шукати притулку в Гібралтарі.
Після закінчення війни обидва кораблі використовувались в основному як навчальні.
У 1953 році «Уеска» був виведений зі складу флоту і зданий на злам.